# La mia casa è piena di specchi (miniserie televisiva)
La mia casa è piena di specchi è una miniserie televisiva italiana in due puntate trasmessa su Rai 1 il 14 e 15 marzo 2010.
Diretta da Vittorio Sindoni e liberamente ispirata all'omonimo romanzo autobiografico di Maria Scicolone (sorella minore di Sophia Loren), la miniserie è dedicata allo sceneggiatore Piero De Bernardi, scomparso due mesi prima della messa in onda.

## Trama

### Prima puntata
1962. Sophia Loren vince l'Oscar alla miglior attrice alla 34ª cerimonia degli Oscar grazie alla sua interpretazione in La ciociara. Sua madre Romilda Villani, andata a congratularsi con la figlia, ripercorre la propria vita.
Pozzuoli, 1932. Romilda è una ragazza bella e talentuosa che vorrebbe sfondare nel mondo del cinema. Vince il concorso per sosia della diva Greta Garbo, ma i suoi genitori le impediscono di partire per Hollywood. Nello stesso anno conosce e s'innamora di Riccardo Scicolone. Dalla loro unione nascono due figlie: Sofia e Maria, la prima riconosciuta dal padre mentre la seconda no.
1950. Riccardo torna brevemente a trovare la famiglia di Romilda. Prima di tornare a Roma, Riccardo accusa Romilda di aver cercato di "incastrarlo" con una seconda gravidanza, e le rivela di essersi sposato. Dopo aver letto su un giornale un annuncio di provini a Cinecittà per il colossal americano Quo vadis, Romilda decide di portarci l'adolescente Sofia, avendone notato l'interesse verso la recitazione. Sofia ottiene un ruolo da comparsa, insieme alla madre, nella scena in cui il corteo trionfante del condottiero Vinicio giunge nel Foro Romano. Conclusa la ripresa, le due incontrano casualmente la moglie di Riccardo, con la quale Romilda ha un breve litigio. La sera, Romilda racconta a Sofia dell'amore e del dolore provocatole da Riccardo. Intanto, Maria aspetta trepidante di raggiungere la madre e la sorella. Qualche giorno dopo, due carabinieri si presentano alla pensione dove alloggiano Romilda e Sofia, mandati da Riccardo con l'accusa di prostituzione, situazione subito risolta. Romilda va ad assistere Maria, che si deve operare alle tonsille, e insieme tornano a Roma. Romilda contatta Riccardo dietro richiesta di Maria, che desidera vederlo: l'uomo si aspetta di vedere Sofia e si rifiuta persino di guardare Maria. Sofia partecipa al suo primo fotoromanzo, Non posso amarti, e assume il nome d'arte di Sofia Lazzaro dietro suggerimento del regista Giulio Bongini perché «è bella e fa resuscitare i morti». Durante un concorso di bellezza, Sofia (arrivata al secondo posto) fa la conoscenza del produttore cinematografico Carlo Ponti, col quale nasce subito un'intesa. Il giorno dopo, Ponti propone a Sofia di vedere il set di La macchina ammazzacattivi. Romilda è contraria alla loro relazione perché lui è già sposato e ha 22 anni più di lei, ma Sofia è convinta che con lui passerà tutta la vita.
La carriera di Sofia decolla e prende parte a numerosi film di successo, diventando una vera e propria diva, stavolta con il nome d'arte definitivo di Sophia Loren, consigliatole dal produttore Goffredo Lombardo così da presentarsi in modo più "internazionale". Riccardo, approfittando della straordinaria popolarità della figlia maggiore, chiede a Romilda un prestito per sanare i debiti contratti dopo alcuni affari andati malissimo. Romilda, che nonostante tutto continua ad amarlo, accetta gli prestargli 2 milioni di lire a patto che lui riconosca ufficialmente Maria, dandole quindi il suo cognome.

### Seconda puntata
Riccardo accetta la proposta di Romilda e riconosce Maria, che accompagna la sorella a Los Angeles. Tornata in Italia, Maria ottiene finalmente il diploma di terza media, avendo interrotto anni prima la frequentazione della scuola a causa delle umiliazioni subite per il cognome diverso. Riccardo, che nel frattempo si è separato dalla moglie, prova a ricucire il rapporto con Romilda, ma inutilmente dato che afferma di non averla sposata perché ha un carattere impossibile e le preferisce Elga, una donna più giovane e arrendevole, andandosene dopo aver rotto un tavolo di vetro con un pugno. Maria cerca un confronto col padre, che ammette di essere stato cattivo con lei, ma che le consiglia di farsi la sua vita. Un giorno Maria conosce e s'innamora del pianista jazz Romano Mussolini, col quale si sposa nel 1962. Quando Romilda scopre un tradimento di Romano, gli chiede di venire a vivere da lei con Maria, e lo mette in guardia.
Sophia entra nella cinquina delle attrici candidate all'Oscar. Romilda intuisce che Romano sta ancora tradendo Maria, e anche quest'ultima se ne rende conto. Insieme all'amica Paola, Maria aspetta fuori dalla sala prove e vede Romano andarsene con un'altra ragazza, decidendo di seguirli e vedendoli cenare insieme. Quando Romano torna, Maria prova ad affrontarlo ma lui decide di andarsene. Maria intuisce che sua madre sapeva da prima che Romano la tradiva e che gli ha detto di venire a vivere da lei, e ne rimane molto delusa. Qualche giorno dopo, Maria comunica alla madre di aver trovato un lavoro da commessa, e che non vuole più essere la sua ombra. Romano chiede perdono a Maria (che intanto ha iniziato a studiare per prendere la licenza liceale) e si rimettono insieme.
Maria raggiunge Sophia, che ha appena saputo per telefono da Cary Grant di aver vinto il premio Oscar per la miglior attrice, prima italiana a vincerlo con un film italiano. Maria regala alla sorella del basilico di Pozzuoli come ricordo di dove sono nate e cresciute. Romilda vede in televisione la premiazione di Sophia, la cui statuetta viene però ritirata da una collega, infatti Sophia non era partita perché non era sicura di vincere. Romilda confessa a suo padre che, sebbene un tempo desiderasse andarsene lontano da casa, adesso per lei tornare a respirare quell'aria è la cosa più bella del mondo.

## Accoglienza
| N° | Titolo     | Prima TV      | Ascolti        | Ascolti |
| N° | Titolo     | Prima TV      | Telespettatori | Share   |
| -- | ---------- | ------------- | -------------- | ------- |
| 1  | Episodio 1 | 14 marzo 2010 | 6.597.000      | 26,47%  |
| 2  | Episodio 2 | 15 marzo 2010 | 7.354.000      | 26,96%  |